# Mangán
A mangán (latinul: Manganum) a periódusos rendszer 25-ös rendszámú kémiai eleme. Vegyjele Mn. A 4. periódusban és a 7. mellékcsoportban található. Az átmenetifémek közé tartozik. A természetben főként a barnakőben található meg, és nagy mennyiségben termelik. A termelt mangán 90%-át az acélgyártás használja. Ferromangánként fontos ötvözőanyag. Segít eltávolítani az acélból az oxigént és a ként. Gazdasági szempontból fontos még a mangán(IV)-oxid, ami katód az alkáli-mangán elemekben.
Biológiai szempontból is nagy jelentőségű, mivel számos enzim alkotórésze, így a fotoszintézisben is központi szerepe van. A vízből mangán-kalcium klaszter vonja ki az oxigént.

## Története
A természetben előforduló mangánvegyületeket az őskortól kezdve festékként használták. Így az Ekain és Lascaux barlangokban is kimutatták a fekete mangán-oxidot. A Kr. e. 4. századtól a rómaiak az üveggyártásban is felhasználtak mangánvegyületeket. A piroluzit erős barnás-ibolya színt adott, míg a mangán-oxid a vastartalmú üveghez adva enyhén sárgássá tette az üveget.
Az elemet először Ignatius Gottfried Kaim (1746–1778) vonta ki 1770-ben, de ez nem vált ismertté. A piroluzitot szénnel redukálta, és szennyezett mangánt kapott, amit ő piroluzitkirálynak nevezett. 
1774-ben Carl Wilhelm Scheele felismerte, hogy a piroluzitnak egy addig nem ismert elemet kell tartalmaznia. Kezdeményezésére Johan Gottlieb Gahn újra előállította a mangánt 1774-ben, Svédországban úgy, hogy fő ásványát, a piroluzitot (MnO2) aktív szénnel hevítve redukálta. Nevét a latin magnes (mágnes) szóból kapta. A piroluzit latin neve ugyanis manganesia nigra. Plinius a mágnesvashoz (magnes masculini sexus) való erős hasonlósága miatt magnes feminei sexusnak nevezte, mivel a piroluzit nem mágneses. A középkorban a manganesia nevet kapta. A fém nevének eredeti alakja manganesium volt, amit a magnézium felfedezése után rövidítettek le, hogy a két név kevésbé legyen összetéveszthető. Nyelvújításkori magyar neve: cseleny.
1839-ben felfedezték, hogy a mangán javítja a vas formálhatóságát. Robert Forester Mushetnek (1811–1891) sikerült a Bessemer-eljárásban az acélhoz adnia a mangánt. Hamarosan a mangán keresett ötvözőanyaggá vált. A piroluzit is technikai jelentőséget nyert 1866-ban, miután Walter Weldon új módszert talált a klór előállítására. A Welton-módszerben sósavat oxidálnak piroluzittal klórrá.

## Fizikai tulajdonságai
A mangán ezüstszürke, rideg, kemény fém. Egyes tulajdonságaiban a vashoz hasonlít. Olvadáspontja 1244 és 1246 ˚C körüli, forráspontja 2061 ˚C. A legtöbb más fémtől eltérően szobahőmérsékleten nem sűrű gömbpakolásban vagy tércentrált kockarácsban kristályosodik. Szokatlan szerkezetét α-mangánként ismerik. Négy módosulata különböző hőmérsékleteken stabil. Szobahőmérsékleten paramágneses, 100 kelvinen a Néel-hőmérséklet alatt antiferromágneses, míg a β-mangán nem mutat ilyen viselkedést.

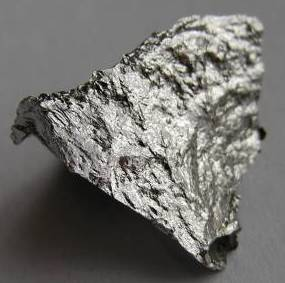
Mangán

Az α-mangán 727 °C-ig stabil. Ez egy eltorzult köbös szerkezet, amiben az elemi cella 58 atomot tartalmaz. A különböző atomok koordinációs száma lehet 12, 13 vagy 16. 727 °C és 1095 °C között a β-mangán stabil, elemi cellánként 20 atommal és 12 vagy 14 koordinációs számmal. 1095 °C-tól a mangán sűrű gömbpakolásra alakul, ez a γ-mangán. 1133 °C-tól térközepes kristályrács jön létre.
| Módosulat                 | α-Mn                  | β-Mn                 | γ-Mn                 | δ-Mn                 |
| ------------------------- | --------------------- | -------------------- | -------------------- | -------------------- |
| Szerkezet                 | Az α-Mn kristályrácsa | A β-Mn kristályrácsa | A γ-Mn kristályrácsa | A δ-Mn kristályrácsa |
| Kristályrendszer          | köbös                 | köbös                | köbös                | köbös                |
| Koordinációs szám         | 16+16+13+12           | 14+12                | 12                   | 8                    |
| Tércsoport                | I-43m                 | P4132                | Fm-3m                | Im-3m                |
| Rácsparaméter             | a = 891,1 pm          | a = 631,5 pm         | a = 386,3 pm         | a = 308,1 pm         |
| Atomok száma egy cellában | 58                    | 20                   | 4                    | 2                    |
| Számított sűrűség         | 7,463 g/cm³           | 7,24 g/cm³           | 6,33 g/cm³           | 6,238 g/cm³          |

## Kémiai tulajdonságai
A mangán sok nemfémmel reagál, így oxigénnel, fluorral, klórral, bórral, szénnel, szilíciummal, arzénnal és kénnel. A tömbös mangán oxigénnel csak lassan és felületesen reagál, felszínén oxidréteg jön létre. Ellenben a fém pora pirofóros, levegőn meggyullad, és mangán(II,III)-oxid jön létre. A többi itt felsorolt elemmel is lassan reagál szobahőmérsékleten, amit a magasabb hőmérséklet meggyorsít. Még nitrogénnel is reakcióba lép 1200 °C fölött, és mangán-nitridet hoz létre (Mn3N2). Ellenben a hidrogénnel nem reagál.
A mangán vegyületeiben számos vegyértékű (és így színű) lehet:
- 1 vegyértékű a mangán egyes komplexekben pl. K5[Mn(CN)6]
- 2 vegyértékű a mangán(II)-ionban (Mn2+), halvány rózsaszín színű.
- 3 vegyértékű a mangán(III)-ionban (Mn3+), vöröses színű.
- 4 vegyértékű a mangán-dioxidban (MnO2), és a manganitionban (MnO2−3), mindkét esetben barna színű.
- 5 vegyértékű a hipomanganát-ionban (MnO3−4), kék színű.
- 6 vegyértékű a manganát-ionban (MnO2−4), zöld színű.

{\displaystyle \mathrm {3\ MnO_{4}^{2-}+4\ H^{+}\rightarrow 2\ MnO_{4}^{-}+MnO_{2}+2\ H_{2}O} \,\!}
 Vizes oldatban a levegő szén-dioxidja hatására diszproporcionálódik permanganáttá és mangán-dioxiddá 
- És 7 vegyértékű a permanganátionban (MnO−4), lila színű.[13][14]

Ahogy a legtöbb fém, a mangán is hidrogént fejleszt hígított savakból, és ebben a vastag oxidréteg sem akadályozza meg, szemben a klórral történő reakciójával. Lassan még a vízből is fejleszt hidrogént. Tömény kénsavban kén-dioxidot fejleszt. Vizes oldatokban a Mn2+-ionok különösen stabilak az oxidációval és a redukcióval szemben. Ennek az az oka, hogy a részben feltöltött d-pálya energetikailag kedvező.

## Kémiai reakciói
Égése:
{\displaystyle \mathrm {3\ Mn+2\ O_{2}\rightarrow Mn_{3}O_{4}} \,\!}
 Mangán oxigénnel egyesül mangán(II,III)-oxiddá.
Nitrogénnel való egyesülése:
{\displaystyle \mathrm {3\ Mn+N_{2}\rightarrow Mn_{3}N_{2}} \,\!}
Mangán nitrogénnel egyesül mangán-nitriddé.

### Reakciói halogénekkel
{\displaystyle \mathrm {Mn+Cl_{2}\rightarrow MnCl_{2}} \,\!}
 Mangán egyesülése klórral mangán(II)-kloriddá.
{\displaystyle \mathrm {Mn+Br_{2}\rightarrow MnBr_{2}} \,\!}
 Mangán egyesülése brómmal mangán(II)-bromiddá.
{\displaystyle \mathrm {Mn+I_{2}\rightarrow MnI_{2}} \,\!}
 Mangán egyesülése jóddal mangán(II)-jodiddá.
{\displaystyle \mathrm {Mn+F_{2}\rightarrow MnF_{2}} \,\!}
 Mangán egyesülése fluorral mangán(II)-fluoriddá.
{\displaystyle \mathrm {2\ Mn+3\ F_{2}\rightarrow 2\ MnF_{3}} \,\!}
 Mangán egyesülése fluorral mangán(III)-fluoriddá.

### Reakciói savvakkal
{\displaystyle \mathrm {Mn+H_{2}SO_{4}\rightarrow Mn^{2+}+SO_{4}^{2-}+H_{2}} \,\!}
 Mangán és kénsav reakciója mangán(II)ionná, szulfátionná és hidrogéngázzá.

## Vegyületei
A mangán a vegyületeiben többféle oxidációs számú (2, 3, 4, 5, 6, 7) is lehet, ezek a vegyületek általában színesek. Legstabilabbak a 2, 3 és 4 értékűek; az alacsonyabb oxidációs számúak komplexekben találhatók meg; a magasabb oxidációs számúak többnyire oxidok.

### Halogénvegyületek
Halogénvegyületei közül mangán(II)-halogenidek és a mangán(III)-fluorid stabil, az MnF4 bomlékony. A legjelentősebb a mangán(II)-klorid, ami egy halvány rózsaszínű, rétegrácsos szerkezetű vegyület. Mangán(IV)-oxid és sósav reakciójából nyerik. Vízben jól oldódik, az oxidációra érzékeny. Ismert még a mangán(III)-klorid. Többek között szárazelemek, korróziónak ellenálló és kemény magnéziumötvözetek, és oktánszámjavító metil-ciklopentadienil-mangán-trikarbonil (MMT) szintéziséhez használják. A megfelelő bróm- és jódvegyületek nem stabilak, mivel a bromid- és jodidionok a Mn(III)-at Mn(II)-vé redukálják.

### Oxigénvegyületek

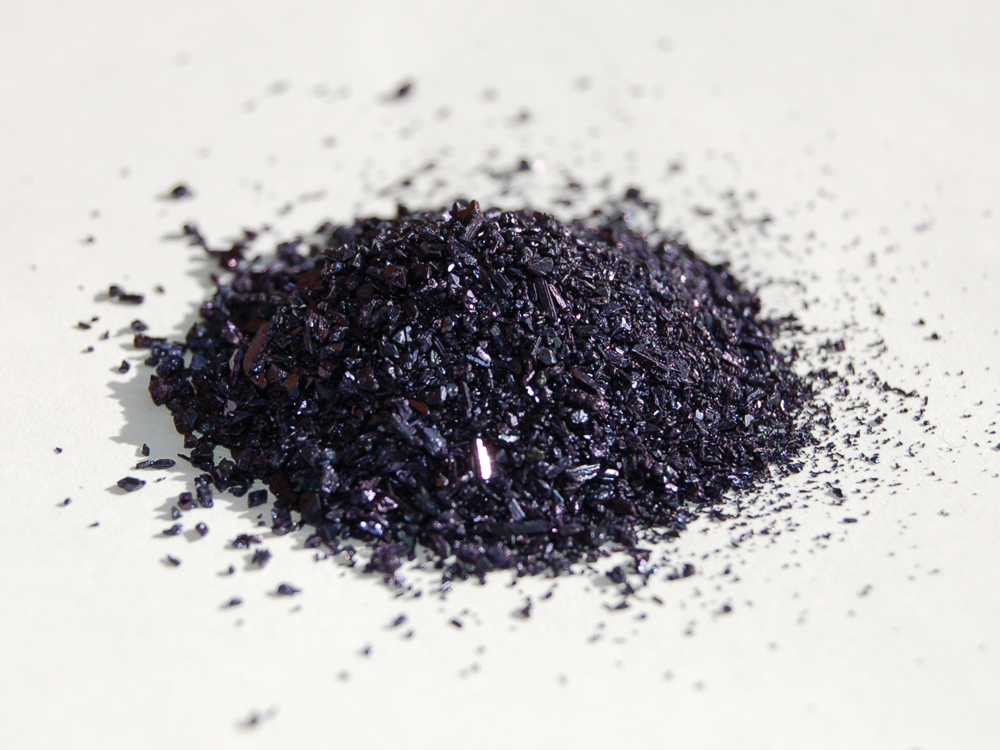
Kálium-permanganát, a mangán fontos vegyülete

A mangánnak számos oxidja létezik, ezek közül a mangán(II)-oxid (MnO) és a mangán(III)-oxid (Mn2O3) bázisos, a mangán(IV)-oxid amfoter, a mangán(VII)-oxid (Mn2O7) savas jellegű. Az 5, 6 és 7 oxidációs számú mangán anion jellegű manganátokban és mangánhalogénoxidokban fordul elő. A legstabilabb a trimangán-tetraoxid vagy mangán(II)-dimangán(III)-oxid (Mn3O4). Ez más mangán-oxidok hevítésekor képződik (kb. 900 °C felett). A természetben a hausmannit nevű ásványként található meg. A mangán-oxidokat az Mn3O4 keletkezéséhez szükségesnél alacsonyabb hőmérsékleten hevítve (pl. 7-800 °C) a fekete mangán(III)-oxid keletkezik. Vízben nem oldódik, oxalát és oxálsav jelenlétében nem túl gyorsan [Mn(C2O4)3]3− képződése közben, vörös színnel oldódik. Ismert még a mangán(II,III)-oxid is. A mangán(IV)-oxid vagy mangán-dioxid fekete színű, vízben nem oldódik. Erős oxidálószer, a természetben szintén előfordul, mint ásvány (barnakő vagy piroluzit). Főként katód alkáli-mangán elemekben. Az elem töltésekor mangánoxidhidroxid és mangán(II)-hidroxid keletkezik.
A dimangán-heptoxid igen erős oxidálószer, a szerves anyagokat nagyon könnyen lángra lobbantja. Ütésre és melegítésre érzékeny, 95 °C felett robban. Kálium-permanganát és tömény kénsav reakciójában képződik. A mangán(VII)-oxid zöld, olajszerű, robbanékony folyadék.
A mangán(II)-hidroxid (Mn(OH)2) gyenge bázis, a mangán(II)-vegyületek oldataiból választható le fehér csapadékként lúg hozzáadásával (a levegő kizárásával). A levegő oxigénje hatására nagyon könnyen mangán(III)-hidroxiddá (Mn(OH)3) oxidálódik és megbarnul.
{\displaystyle \mathrm {4\ Mn(OH)_{2}+O_{2}+2\ H_{2}O\rightarrow 4\ Mn(OH)_{3}} }
Átalakulhat mangán(III,IV)-oxidhidroxiddá is. Könnyű oxidálhatósága miatt használják a Winkler—eljárásban. Ismert még a mangán(IV)-hidroxid is.
A mangán +6-os oxidációs számú vegyületei általában manganát (MnO2−4) iont tartalmaznak, zöld színűek. A legjelentősebb a kálium-manganát. (K2MnO4). Oldatban csak lúgos közegben állandóak, savas közegben diszproporcionálódnak. Mangán-dioxid oxidatív ömlesztésével állíthatók elő, pl.:
{\displaystyle \mathrm {6\ KOH+3MnO_{2}+KClO_{3}\rightarrow 3\ K_{2}MnO_{4}+KCl+3\ H_{2}O} }
Oxidálószerként iparilag főleg kálium-nitrátot (KNO3) használnak, de a felsoroltakon kívül más oxidálószerek is használhatóak.
A permangánátok +7-es oxidációs számú mangánt tartalmaznak. MnO−4 ion található bennük, ami ibolyaszínű. Iparilag (a lúgos oxidatív ömlesztéssel könnyen előállítható) manganátokból állítják elő őket elektrolízissel, pl.:
{\displaystyle \mathrm {2\ K_{2}MnO_{4}+2\ H_{2}O\rightarrow 2\ KMnO_{4}+2\ KOH+H_{2}} }
Erélyes oxidálószerek. A permangánsav sóinak tekinthetők, de ez a sav leginkább híg oldatban ismeretes, meglehetősen bomlékony, bár kristályai előállíthatók a híg oldat megfelelő körülmények között végzett vákuumdesztillációjával. A legjelentősebb permanganátsó a kálium-permanganát (KMnO4). Szerves reakciókban oxidálószerként, fertőtlenítőszerként, sebet összehúzó, vérzéscsillapító és gyulladásgátló szerként és a manganometriában használják. 
Az öt értékű hipomanganát (MnO43−) és a zöld manganát (MnO42−) instabil, és a permanganátgyártás köztes termékei. Emellett komplex permanganátok is léteznek, például hexamanganato(VII)-mangán(IV)-sav, (H3O)2[Mn(MnO4)6]·11H2O ami csak alacsony hőmérsékleten stabil mélyviola vegyület.

### Egyéb vegyületek

A manganocén szerkezete

A mangán nem képez szobahőmérsékleten stabil vegyületet a hidrogénnel. Az argon-mátrixban alacsony hőmérsékleten mangán(II)-hidrid ábrázolható.
A mangánnak sok komplexe ismert II oxidációs számmal. Ezek főként magas spin komplexek öt párosítatlannal elektronnal és elég erős mágneses momentummal bírnak. A kristálymező- és ligandummezőelmélet szerint nincs előnyben részesített geometria. A ligandumtól függően tetraéderes, oktaéderes, síknégyzetes és dodekaéderes Mn2+ komplexek ismertek. A kvantummechanikában tiltott d-d átmenetek miatt halványan színesek; az oktaéderesek többnyire rózsaszínűek, a tetraéderesek zöldessárgák. Erős ligandumokkal, például cianiddal alacsony spinű komplexek is képződnek egy párosítatlan elektronnal és erős ligandummezőfelhasítással. A kisebb oxidációs számú komplexek közé tartozik a Mn2(CO)10 dimangándekakarbonil, amiben a mangán oxidációs száma 0. Vannak más hasonló komplexek is, például a Mn(NO)3CO, amiben a mangán oxidációs száma -3.
A mangafodipir egy májspecifikus paramágneses kontrasztanyag, amit a mágneses rezonanciatomográfia (MRT) használ. A kontrasztnövelő hatás a Mn2+ ionok paramágneses tulajdonságán múlik, amit az öt párosítatlan elektron okoz. A mangánionok mérgező hatását a dipiridoxildifoszfát ligandumok küszöbölik ki. A képalkotáshoz a májba gadolínium alapú standard MRT-kontrasztanyagokat adnak.
A mangán metallocénja a manganocén. Ez a ferrocén 18 elektronjához képest csak 17 elektronnal bír, ám kedvező magas spin d5-konfigurációja miatt nem redukálódik Mn+-szá, és a szilárd testben polimeres szerkezetet alkot.

## Izotópjai
25 izotópja ismert a 44Mn-tól a 69Mn-ig. 
Egyetlen, természetes izotópja a 55Mn. Radioaktív izotópjai közül a legstabilabb a 53Mn 3,7 millió éves felezési idővel, utána a 54Mn áll a sorban 312,3 nap felezési idővel, majd az 52-es tömegszámú 52Mn 5,591 nap felezési idővel. A többi radioaktív izotópjának felezési ideje kevesebb, mint 3 óra, legtöbbjüké még 1 óránál is kevesebb.
A 53Mn nyomokban megtalálható a természetben. Vastartalmú sziklában jön létre a kozmikus sugárzás hatására. A 54Fe a 3He-mal 53Fe-t alkot, ami rövid életű, és bomlásával 53Mn-t hagy maga után.
{\displaystyle \mathrm {^{54}_{26}Fe+{}_{2}^{3}He\longrightarrow _{26}^{53}Fe+{}_{2}^{4}He\ {\xrightarrow {-e^{-}}}\ _{25}^{53}Mn} }
Az izotópok mellett még hét magizomer ismert.

## Kimutatása

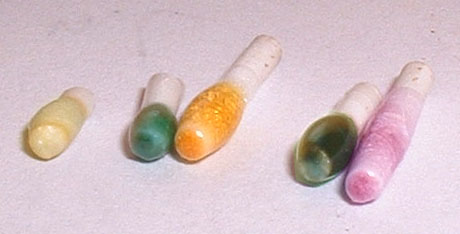
Foszforsógyöngyök, legjobbra mangán

A mangánionok jelenlétének kémiai kimutatásához a violaszínű permanganát keletkezését használják fel. Ez keletkezik ólom(IV)-oxid, ammóniumperoxodiszulfát (ezüstionokkal mint katalizátorral) vagy hipobromit hatására lúgos oldatban.
{\displaystyle \mathrm {2\ Mn^{2+}+5\ PbO_{2}+4\ H^{+}\longrightarrow 2\ MnO_{4}^{-}+5\ Pb^{2+}+2\ H_{2}O} }
A kationok leválasztásához kapcsolódva használható az alkalikus leválasztás, ami a mangánt hidrogén-peroxiddal és nátronlúggal oxidálja. Ennek eredménye szilárd mangán(IV)-oxidhidroxid, ami kicsapódik.
{\displaystyle \mathrm {Mn^{2+}+H_{2}O_{2}+2\ OH^{-}\longrightarrow MnO(OH)_{2}\downarrow +\ H_{2}O} }
A mangán, a hidrogén-peroxid és a nátronlúg reakciója, amiben mangán(IV)-oxidhidroxid jön létre.
Előpróbaként használható a foszforsógyöngy, ami a mangán(III) ionoktól violára színeződik. Egy másik lehetséges előpróbában használnak egy olyan szert, amivel a nehezen oldható anyagból könnyen oldható lesz. Itt nitrátionokkal manganát(VI) (MnO42−) képződik, ha kevés az oxigén, akkor manganát(V) (MnO43−) is létrejön. Ha savat is adnak hozzá, akkor lila permanganátot kapnak.
A mangán mennyisége mérhető atomabszorpciós spektroszkópiával (279,5 nm), a permanganát fotometrikus meghatározásával, aminek elnyelési maximuma 525 nm, vagy pedig titrálással. Itt Vollhard-Wolff manganometrikus eljárását követve a Mn2+ ionokat permanganáttal titrálják, így barnakövet hozva létre. Végül a maradék permanganát okozta rózsaszín elszíneződés mutatja a reakció végét.

## Előfordulása a természetben

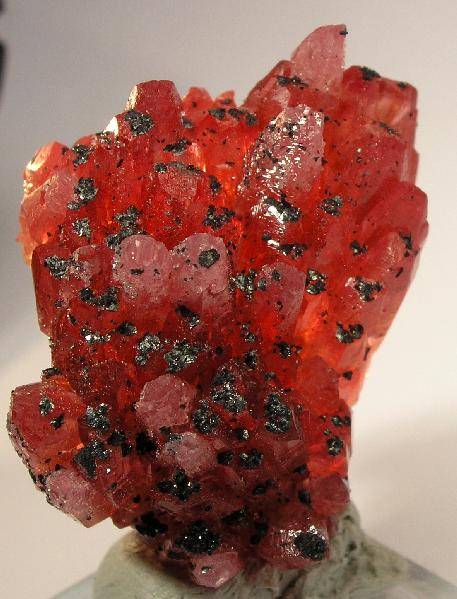
Rodokrozit (piros) és mangánit (fekete)

A mangán gyakori elem, a kontinentális földkéreg 0,95%-ban tartalmazza, a foszforhoz és a fluorhoz hasonló mennyiségben. A vas és a titán után a harmadik leggyakoribb átmenetifém. 
A természetben rendkívül ritkán fordul elő elemi formájában. Önálló ásványai már jóval gyakoribbak, de a leggyakrabban a vassal együtt fordul elő.
Legfontosabb ércásványai:
- barnakő vagy piroluzit (MnO2),
- braunit (Mn2O3),
- hausmannit (MnO·Mn2O3),
- manganit (Mn(OH)2),
- mangánpát (rodokrozit, MnCO3) –

mint látható, ezek többsége oxid, illetve hidroxid. Legtöbb természetes vegyülete oxid, szilikát vagy karbonát.
Kémiai rokonságuk eredményeként jelentős mennyiségű mangánt tartalmaznak a vas ásványai, és a szilikátok közül is azokban van több mangán, amelyekben viszonylag sok a vas, tehát az olivinekben és a piroxénekben – ezek Mn-tartalma többnyire 0,2% fölötti. Ebből adódóan a bázikus magmás kőzetek mangántartalma nagyobb, mint a savanyúaké.
Míg sok két értékű mangánvegyület vízben oldható, a magasabb oxidációs számú vegyületek nehezen oldódnak, fizikailag és kémiailag is stabilak. Emiatt a mangánércek többnyire oxidatív körülmények között képződnek. Viszonylag kevés mangán-vas érc van, habár a vas a mangánhoz hasonlóan viselkedik, és a könnyen oldódó két értékű vegyületei oxidatív körülmények között három értékű, nehezen oldható vegyületekké oxidálódnak. Ennek az az oka, hogy a mangánnak több oxigénre van szüksége az oxidációhoz, mint a vasnak.
Szokásos mennyisége:
- a Világegyetemben átlagosan 8 mg/kg;
- a Napban 10 mg/kg;
- a kondritokban 0,28%;
- a földkéregben mintegy 0,11%;
- a tengervízben 2 µg/l;
- édesvizekben 5 µg/l;
- az emberi szervezetben 200 µg/kg.[6]

Korábbi adatok szerint:
- a földkéregben átlagosan 0,095%;
- a tengervízben 0,2 µg/l;
- édesvizekben 8 µg/l;
- az emberi szervezetben 200 µg/kg.

A tengerfenéken kialakuló mangángumók mangántartalma mintegy 24%.
A mangán gazdaságosan kitermelhető érceit három csoportra osztják:
- Rodokrozit-braunit prekambriumi vulkáni kőzetbe ágyazva. Főként az Atlanti-óceán déli részén, Brazíliában, Guyanában, Elefántcsontparton, Ghánában, Burkina Fasóban és Kongóban található.
- Erősen oxidált, vasban és szilikátban gazdag ércek proteozós üledékes kőzetekben. Ilyenek lelhetők fel Dél-Afrikában Hotazelben, Brazíliában Corumbában; ezek a két legnagyobb mangánelőfordulás.
- Mangánpala, ami sekély selftengerekben rakódott le. Ukrajnában, Gabonban és a Fekete-tenger mellékén fordul elő.[7]

A mangánércek ismert előfordulásainak 75%-a a Kalaháriban van. Ezen kívül még Ukrajna, Brazília, Ausztrália, India, Gabon és Kína területén lelhető fel nagyobb mennyiségű mangánérc. A legnagyobb mangántermelők Ausztrália, Kína és Dél-Afrika. 2009-ben az össztermelés 10,8 millió tonna volt.
Nagyobb mennyiségben a mangán mangángumókban fordul elő. Ezek gömbölyűek, legfeljebb 20 cm méretű, porózus kiválások a mélytengerekben, amelyek akár 50% mangánt tartalmaznak. A Csendes-óceánban Hawaiitól délre, és az Indiai-óceánban különösen sok található belőlük. Kitermelésük lehetőségét tanulmányozták, ám egyelőre nem gazdaságos a szárazföldi bányászattal szemben.

### A talajokban
A talajokba elsősorban a szilikát ásványok bomlásából kerül; a talajok Mn-vegyületei többnyire kloridok, szulfátok, nitrátok, karbonátok vagy foszfátok. A mangán-foszfátok kémiai tulajdonságai a kalcium-foszfátokéhoz hasonlóak, így például a Mn(H2PO4)2 vízoldható, a MnHPO4 gyengén oldható, a Mn3(PO4)2 pedig rosszul oldódik. A MnCO3 desztillált vízben rosszul oldódik, de ha a vízben van némi CO2-fölösleg, akkor jól, mert ilyenkor vízben jól oldódó Mn(HCO3)2-vé alakul. A mangán oxidjai a vízben nem oldódnak, és a hidroxidjai is rosszul, de ezek oldhatósága a pH-val nő.
Általános érvénnyel a talajok szervetlen vegyületeiben a mangán alábbi négy formáját különíthetjük el:
- Mn++ – vízoldható,
- Mn++ – kicserélhető,
- MnOOH – könnyen redukálható,
- MnO2 – nehezen redukálható.

A talajok átlagos mangántartalma 0,076% (760 mg/kg); koncentrációi rendkívül tág tartományban (1–18 300 mg/kg között) változnak. Az egyes talajok mangántartalma viszonylag állandó, de a növények számára felvehető, úgynevezett mozgékony mangántartalom állandóan változik, mert a talajokban a mangán két-, három- és négy vegyértékű állapota is előfordul, és ezek az aktuális külső körülmények (értelemszerűen főképp a redoxpotenciál hatására rendszeresen átalakulnak egymásba. A mangán oxidálódásában rendszerint fontos szerepet játszanak a különféle mikroorganizmusok.
A magyarországi talajtípusok átlagos mangántartalma többnyire 100–1100 mg/kg, a háttér értéktartomány 100–2000 mg/kg A talajok szervetlen mangánvegyületei a leggyakrabban kloridok, szulfátok, nitrátok, karbonátok vagy foszfátok. A tejsav, a hangyasav és az ecetsav Mn-sói vízben jól oldódó vegyületek; ezeken túl a talajok mangántartalmának egy része (zömmel negatív töltésű) szerves komplexekben fordul elő. Különösen erősen kötik meg a mangánt a humuszsavak.
A talajból a növények leginkább a mozgékony, két vegyértékű mangániont tudják felvenni, ez azonban a talaj mangántartalmának mindössze 0,1–1%-a, a szántott talajrétegben ez hektáronként 0,3–33 t körül ingadozik. Ehhez azonban nem okvetlenül szükséges, hogy a Mn eleve két vegyértékű formában legyen a talajban, mivel savas közegben (tehát a gyökérsavak hatására is) a mangán könnyen redukálódik. A szántóföldi növények betakarításával ebből évente mintegy 0,2–1 kg-ot vonunk ki; a kivont mennyiséget a magasabb oxidációs fokú Mn-formák redukálódása többnyire pótolja. Éppen ezért mangánhiány gyakorlatilag csak a nagy humusztartalmú láptalajokon vagy a nagyon meszes talajokon fordul elő (tehát túlmeszezés eredményeként is). Utóbbiakban a mangán a karbonátásványok felületén adszorbeálódik. Mn-hiány a nagyon nagy vastartalmú talajokon is kialakulhat, de erre Magyarországon nem ismerünk példát. A mangán-toxicitás savanyú talajokban jelentkezhet, főleg az intenzív N- vagy K-műtrágyázás, illetve a redukáló hatású szerves trágyázás eredményeként.

## Lelőhelyei, bányászata
A legtöbb mangánt termelő országok:
- Ausztrália,
- Brazília,
- Gabon,
- India,
- Oroszország,
- Dél-afrikai Köztársaság.

Az évi mangántermelés 140 000 tonna.

## Előállítása

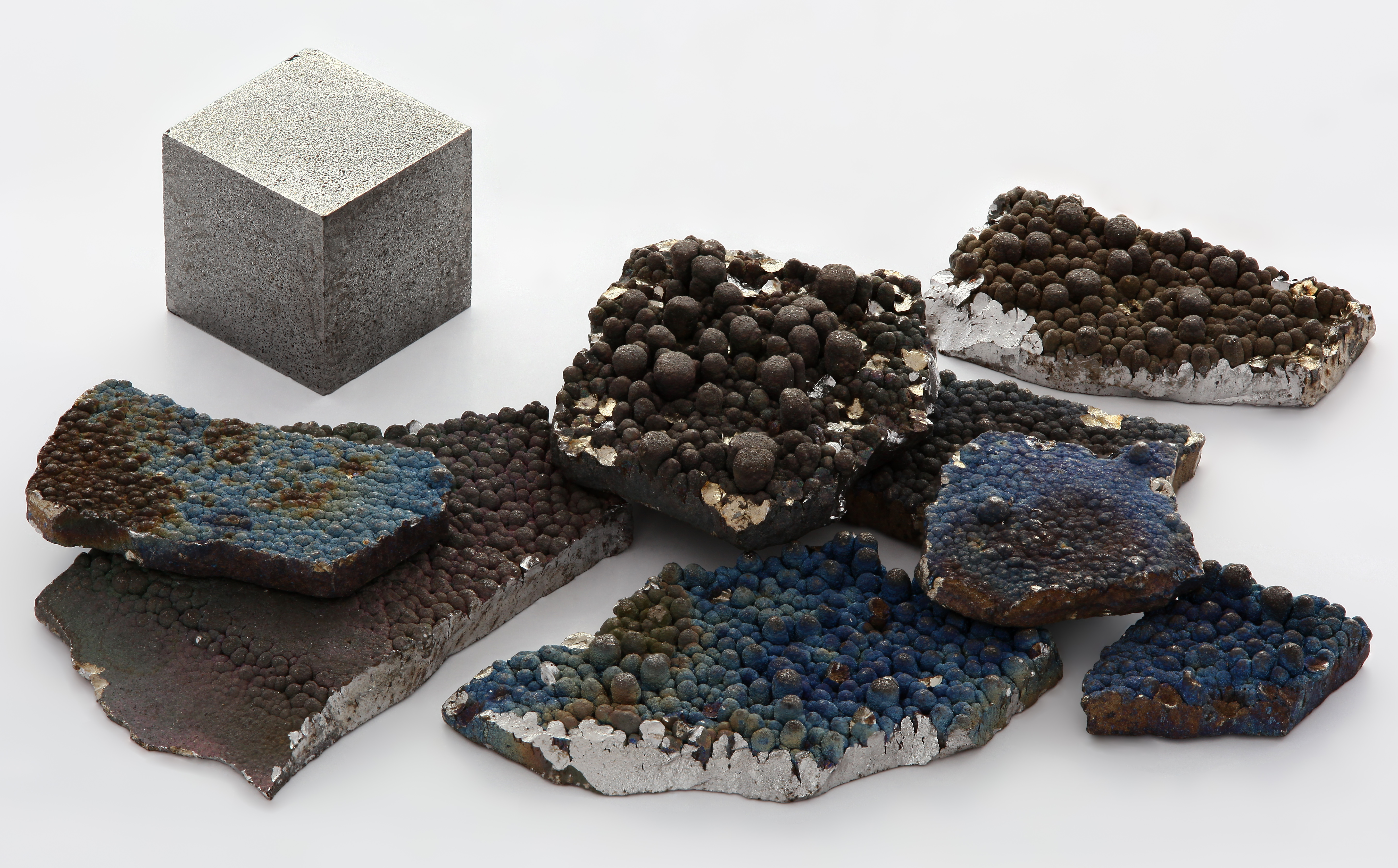
Elektrolízissel nyert tiszta (99,99%) mangán

A gazdaságosan kitermelhető mangánércek legalább 35% mangánt tartalmaznak. Tartalmuk szerint a különféle alkalmazásokhoz különféle érceket használnak. Metallurgiai hasznosításra 38 és 55% közötti mangántartalmú érceket választanak, A battery-grade-ércet alkáli-mangán elemek céljára használják; legalább 44% mangánt kell tartalmaznia, és nem lehet benne sok vas, nikkel vagy kobalt. Hasonló ércek a chemical grade-ércek, amelyekből tiszta mangánt nyernek.
A legtöbb célra nem szükséges tiszta mangán, megteszi a ferromangán is, aminek 78%-a mangán, a többi vas. Oxidos mangán- és vasércekből koksszal redukálják elektromos kemencében. Hasonlóan nyerik a szilikomangánt, ami szilíciumot is tartalmaz, amihez a szilíciumot kvarcként adagolják.
Tiszta mangán nem kapható a fenti módszerrel, mivel a szénnel végzett redukálás során mangán-karbid is keletkezik. Csak 1600 °C fölött marad el a karbidképződés, azonban ezen a hőmérsékleten a mangán erősen párolog; ez a veszteség gazdaságtalanná teszi az eljárást. A tiszta mangánt elektrolízissel nyerik vizes sóoldataiból. Ez többnyire mangán-szulfát oldat, és nemesacél elektródákkal és 5–7 V feszültséggel elektrolizálják. A katódon tiszta mangán válik ki, az anódon oxigén. 
{\displaystyle \mathrm {2\ MnSO_{4}+2\ H_{2}O\longrightarrow 2\ Mn+2\ H_{2}SO_{4}+O_{2}} }
Egy másik, gyakran alkalmazott eljárás az aluminotermia, vagy az ércet szilíciummal redukálják.

## Felhasználása
Az elemi mangánnak nincs nagy gyakorlati jelentősége; a vas ötvözőfémeként azonban a feketefémek egyike. A mangán 90%-át az acélipar használja fel. Számos, iparilag fontos ötvözete közül néhány fontosabb:
- a tükörvas (5-20% mangánt tartalmaz),
- a ferromangán (mangántartalma 30-80%) és
- a manganin (84% rezet, 12% mangánt és 4% nikkelt tartalmaz).

A ferromangán acélok nagyon kemények, a tükörvasat az acélipar dezoxidálásra és kéntelenítésre alkalmazza. A mangán nagyon stabil vegyületeket alkot oxigénnel, ezért a szilíciumhoz és az alumíniumhoz hasonlóan oxigént vonnak el vele. Megakadályozza a könnyen oldódó vasszulfid képződését is. Ezzel együtt segíti a nitrogén oldását a vasban, ami segíti az ausztenitek kialakulását, ami több rozsdamentes acél lényeges összetevője. A mangánt nemcsak vassal ötvözik. Többek között a réz és az alumínium szilárdságának és alakíthatóságának növelésére, és a korrózióvédelemre használják. A manganin elektromos ellenállása a hőmérséklettel csak kevéssé változik, ezért elektromos mérőellenállásokat készítenek belőle. A cink-mangán-ferritekből áramköri elemeket készítenek.
A mangánt fény sugárzására is használják. Oxidációs állapota szerint a kibocsátott fény 450 és 750 nm (Mn2+) illetve 620 és 730 nm (Mn4+) közötti. Gyakorlati fontossága a BaMgAl10O17:Eu2+,Mn2+ (zöld) és Mg14Ge5O24:Mn4+ (piros) fénysugárzónak van a fehér ledben.

## Élettani szerepe
A növények és az állatok fejlődése szempontjából fontos a talaj mangántartalma, ekképpen az emberi szervezetben is nélkülözhetetlen elem. Minden élőlény számára esszenciális, és különféle enzimek alkotórésze. Többek között alkotója a Lewis-savnak, részt vesz az enzimszerkezet felépítésében és a redoxireakciókban. Egyes baktériumokban az energiatermelést is szolgálja. Így például a tengerben élő Shewanella putrefaciens baktérium anaerob lélegzésében Mn4+ a terminális elektronakceptor, ami Mn2+-vé redukálódik.
A dioxigenázok oxigénmolekulákat építenek be. Többnyire vasat tartalmaznak, de ismert több mangántartalmú is például az Arthrobacter globoformis és Bacillus brevis baktériumokból. A Phanerochaete chrysosporium mangánperoxidáza egy kevéssé ismert enzim, ami részt vesz a lignin lebontásában. A mangán egy sor más enzimnek is része: arginázok, hidrolázok, kinázok, dekarboxilázok és transzferázok mint piruvat-karboxiláz, mevalonatkináz és glükoziltranszferáz, továbbá bizonyos ribonukleotidreduktázok és katalázok.

### A növények életében

Mangán-kalcium klaszter (Mn_{4}CaO_{5}) az oxigéntermelő komplexben

A mangán élettani szerepe igen sokrétű. A prosztetikus csoport részeként több, biológiailag fontos enzim (peptidáz, prolidáz, glutamil-transzferáz, enoláz, karboxiláz, argináz, cisztein-deszulfhidráz, élesztő-foszfatáz stb.) aktivátoraként közreműködik:
- a sejtek oxidációs-redukciós folyamataiban,
- a sejtlégzésben, azaz a növények szénhidrátforgalmában,
- a foszforilációs folyamatokban,
- a citromsavciklus szabályozásában stb.

A fotoszintézisben a 2. fotorendszerben lényegi szerephez jut a víz oxidációjában és az oxigén termelésében. A fotorendszer központi alkotórésze egy négy mangánatomot és egy kalciumatomot tartalmazó komplex, amiket oxigénhidak kötnek össze. Ez az oxigénképző komplex (oxygen-evolving complex, OEC) egy több lépéses ciklusban, a Kok-ciklusban napfény hatására felbomlanak a vízmolekulák, és oxigén, hidrogénionok és elektronok szabadulnak fel.
{\displaystyle \mathrm {2\ H_{2}O\longrightarrow O_{2}+4\ H^{+}+4\ e^{-}} }
A mangán tartalmú szuperoxidmutázokban két és három értékű mangánionok katalizálják a szuperoxid átalakítását oxigénné és hidrogén-peroxiddá a mitokondriumokban és a peroxiszómákban.
{\displaystyle \mathrm {Mn^{3+}+HO_{2}\cdot \ \longrightarrow Mn^{2+}+O_{2}+H^{+}} }
{\displaystyle \mathrm {Mn^{2+}+HO_{2}\cdot \ +\ H^{+}\longrightarrow Mn^{3+}+H_{2}O_{2}} }
Elsősorban komplexképző tulajdonsága miatt, másodsorban azért, mert könnyen változtatja vegyértékét, szerepe meghatározó a növények nitrogén-anyagcseréjében – így például a mangánhiányos növény a nitrátot nem tudja hasznosítani.
A növényen belül csak minimális mértékben képes áthelyeződni, azaz az öregebb részek nem adják át mangántartalmukat a fiatalabbaknak. Ezért a mangánhiány először a fiatalabb levelekben alakul ki. A krónikus mangánhiányban szenvedő növények gyökérzete a szokásosnál gyérebb.

### Az állatok életében és az emberi szervezetben
A mangán ásványi anyag, részt vesz az anyagcsere folyamatokban. Szükséges a szaporodáshoz, a növekedéshez, a sebgyógyuláshoz, és serkenti az agyműködést. A szervezetben kb. 15–20 mg mennyiségben van jelen és az epével választódik ki. A mangán ásványi anyag hiánya terméketlenséget okozhat, idegrendszeri zavarokat, ataxia tüneteket (az izommozgás összerendezetlensége) válthat ki, csontrendszer fejlődési zavarait idézheti elő, és a szénhidrát anyagcseréjét is rontja. Általános tünetek mangán ásványi anyag hiány esetén: térdfájdalom, szédülés, hallászavar, rossz egyensúlyérzék. Kiegyensúlyozott, vegyes táplálkozás mellett nincs szükség mangán ásványi anyag utánpótlásra. Fő forrásai: teljes kiőrlésű gabonamagvak, teljes kiőrlésű barna kenyér, zabpehely, búzacsíra; mogyoró, lenmag, szója; ananász, alma, szamóca, áfonya, datolyaszilva; cékla, paraj, petrezselyemgyökér, fejes saláta; tojás; fekete tea tartalmaznak.
A mangán a vékonybélben szívódik fel, és a májban, csontokban, vesében és a hasnyálmirigyben raktározódik. A sejtekben a legtöbb mangán a sejtmagban, a mitokondriumokban és a lizoszómákban található. Az agyban speciális fehérjékhez kapcsolódik, főként a glutamát-ammónium-ligáz tartalmazza az asztrocitákban. Az emberi testben 10–40 mg mangán található, és a napi szükséglet 1 mg.

## Biztonság és toxicitás
Ahogy több más fém, a por alakú mangán is éghető, és vízzel is reagál. Ezért csak D osztályú fémoltó vagy homok használható tüzének megfékezésére. Ellenben a kompakt mangán nem gyullad meg.
Ha nagy mennyiségben lélegeznek be mangántartalmú port, akkor az méregként hat. Károsítja a tüdőt, és köhögést vált ki, továbbá hörghurutot és tüdőgyulladást idézhet elő. Továbbá idegméregként is hat, és a központi idegrendszert károsítja. Ez a mangánizmus, ami a Parkinson-kórhoz hasonlít. Ezért a mangánporra a MAK-érték 0,02 mg/m³, mivel be tud jutni a hörgőcskék hólyagocskáiba; és 0,2 mg/m³ a belélegezhető porra.
A mangánnak való kitettség foglalkozási ártalom. Előfordulhat a fém kinyerésekor, szállításakor, feldolgozásakor és használatakor, hogyha a fémet vagy vegyületeit por vagy füst alakban lélegzik be. Ez vonatkozik az elektrohegesztésre is, ha csupasz mangántartalmú elektródát használnak.

## Fordítás
Ez a szócikk részben vagy egészben  a   Mangan című német Wikipédia-szócikk fordításán alapul.  Az eredeti cikk szerkesztőit annak laptörténete sorolja fel. Ez a jelzés csupán a megfogalmazás eredetét és a szerzői jogokat jelzi, nem szolgál a cikkben szereplő információk forrásmegjelöléseként.